# Gausdals kommun
Gausdals kommun (norska: Gausdal kommune) är en kommun i landskapet Gudbrandsdalen  i Innlandet fylke i Norge. Kommunens centralort är Segalstad bru.
Kommunen är belägen i dalgången kring älven Gausa och dess sidodalar. De flesta invånarna bor i området kring tätorterna Segalstad bru, Follebu och Forset men också i Østre och Vestre Gausdal, Svingvoll, Svatsum och Espedal. Gausdal är känt för fina utsikter, speciellt i Lieshøgda med utsikt över hela dalen och ner till Lillehammer.
Lite norr om Follebu ligger Bjørnstjerne Bjørnsons gård Aulestad.
Den största insjön i Gausdal är Rausjøen som är belägen väster om Bjørga.
Gausdals kommuns vänort i Sverige är Mora kommun.

## Administrativ historik
Gausdals kommun bildades första gången på 1830-talet, samtidigt med flertalet andra norska kommuner. 1867 överfördes ett område med 40 invånare från Øyers kommun.
1879 delades Gausdals kommun i Vestre Gausdals kommun respektive Østre Gausdals kommun. 1956 överfördes ett område med sju invånare från Vestra Gausdals kommun till Sør-Frons kommun.
1962 återförenades Vestre och Østre Gausdals kommuner och Gausdals kommun återupprättades.

## Helvete
Helvete är en cirka 100 meter djup ravin omkring en kilometer sydost om sjön Espedalsvattnet ungefär 6 mil nordväst om Lillehammer. Namnet har kommit av att det i gångna tider var mycket svårt att passera ravinen med boskap och förnödenheter.
Under en relativt kort period för cirka 9 000 år sedan, Espedalsfasen, skedde vattenutflödet från den smältande inlandsisen under isen ut genom Espedalen och det bildades jättegrytor i den relativt mjuka ljusa anortositbergarten. I dag finns ett tiotal jättegrytor, varav de största är cirka 40 m djupa och 20-30 m breda och därmed de största i Nordeuropa.

## Tätorter
I Gausdals kommun finns tre tätorter:
- Follebu
- Forset
- Segalstad bru (centralort)

## Socknar
Inom Norska kyrkan är Gausdals kommun indelad i fem socknar:
- Aulstads socken
- Follebu socken
- Svatsums socken
- Vestre Gausdals socken
- Østre Gausdals socken

Socknarna ingår i Sør-Gudbrandsdals prosteri i Hamars stift.